# Solanum semotum
Solanum semotum är en potatisväxtart som beskrevs av Michael Nee. Solanum semotum ingår i släktet skattor som ingår i familjen potatisväxter. Inga underarter finns listade i Catalogue of Life.